# Linha da Frente (banda)
Linha da Frente foi um projecto musical que resultou da colaboração de vários músicos portugueses.

## Biografia
Sob o título Rock e Revolução, este projecto nasceu da conjugação de esforços de um conjunto de pessoas: João Aguardela (Sitiados e Megafone), Luís Varatojo (Despe & Siga), Viviane (Entre Aspas), Dora Fidalgo (Delfins), Janelo (Kussondulola), Prince Wadada e Rui Duarte (Ramp).
Baseado em poemas de autores portugueses, como Fernando Pessoa, Natália Correia, António Aleixo, Manuel Alegre, António Ramos Rosa, Ary dos Santos e Alexandre O'Neill, o projecto começa em 1999, como forma de celebrar os 25 anos do 25 de Abril.
Em 1999, lançaram um CD-single, em edição de autor, com uma versão de "Mudam-se os Tempos, Mudam-se a Vontades". As receitas reverteram a favor do CNRT.
Em 2002, foi editado o álbum homónimo. Ainda nesse ano foi promovido um concurso destinado a premiar a melhor remistura para o tema "As Facas".
O tema "Solidariedade (remix)" foi incluído na compilação "Mundial 2002".
Alguns dos temas dos A Naifa, grupo de João Aguardela e Luís Varatojo, tinham sido feitos para a Linha da Frente.

## Discografia

### Álbuns
- 2002 - Linha da Frente (Universal)

### Singles
- 1999 - "Mudam-se os Tempos, Mudam-se a Vontades" (Ed. Autor)
- 2001 - "Não Posso Adiar o Coração" (Universal)